# Pallanuoto ai XXXI Giochi mondiali universitari estivi
Il torneo di pallanuoto dei XXXI Giochi mondiali universitari estivi si è svolto dal 27 luglio all'8 agosto 2023. Al torneo maschile hanno preso parte undici compagini nazionali, in quello femminile sei.
In ambito maschile la vittoria è andata all'Italia, in ambito femminile alla Cina.

## Podi

### Uomini
| Evento                         | Oro    | Argento  | Bronzo  |
| Pallanuoto maschile (dettagli) | Italia | Ungheria | Georgia |

### Donne
| Evento                          | Oro  | Argento | Bronzo    |
| Pallanuoto femminile (dettagli) | Cina | Italia  | Australia |

## Medagliere
| Posizione | Paese     |   |   |   | Totale |
| --------- | --------- | - | - | - | ------ |
| 1         | Italia    | 1 | 1 | 0 | 2      |
| 2         | Cina      | 1 | 0 | 0 | 1      |
| 3         | Ungheria  | 0 | 1 | 0 | 1      |
| 4         | Georgia   | 0 | 0 | 1 | 1      |
| 4         | Australia | 0 | 0 | 1 | 1      |
| Totale    | Totale    | 2 | 2 | 2 | 6      |